# Мельниченко Сергій Григорович
Сергі́й Григо́рович Мельниче́нко (27 лютого 1937, Карпилівка, Ляховецький район, Кам'янець-Подільська область, СРСР — 4 березня 2021, с. Слобідка, Житомирський район, Житомирська область, Україна) — радянський і український артист музичної комедії, актор Київського театру оперети.  Заслужений артист України (1998). Народний артист України (2017).

## Життєпис
Народився 27 лютого 1937 у с. Карпилівка (нині Хмельницької області).
До служби в армії працював водієм. Служив у резервах Верховного головнокомандування. Його дивізія брала участь у парадах. Після армії знову працював водієм. У 28-річному віці спробував вступити до театральної студії ім. Панаса Саксаганського Київського театру оперети. Незважаючи на вік Сергія, педагог Василь Федосійович Козерацький взяв його на свій курс.
Після завершення навчання 1968 року у Сергія було вісім запрошень із різних театрів України. Та Борис Георгійович Шарварко (тодішній директор театру оперети) переконав його залишитися у Київській опереті.
У цьому театрі Сергій Григорович проявив себе як актор яскравого комедійного дарування, зіграв понад 100 ролей.
З театром гастролював у Чехії, Польщі, Німеччині.
«Про таких артистів, як Сергій Мельниченко, говорять, що у них талант від Бога. Не надто щедрий на слова для преси та інтерв'ю, цей неповторний актор переконаний, що краще один раз зіграти, ніж сто разів розповісти. І для шанувальників жанру вже давно стало звично ходити до оперети „на Мельниченка“», — відмічається на офіційному сайті театру.
Помер в санаторії від гострої серцевої недостатності увечері 4 березня 2021 р. Похований у селі Слобідка Житомирської обл.

## Творчість

### Ролі в театрі
- Князь Ліперт Воляпюк («Сільва» І. Кальмана)
- Куделька («Маріца» І. Кальмана)
- Філіпп («Баядера» І. Кальмана)
- Франсуа («Фіалка Монмартру» І. Кальмана)
- Барон Зетта («Весела вдова» Ф. Легара)
- Черговий («Кажан» Й. Штрауса)
- Зупан («Циганський барон» Й. Штрауса)
- Голова («Майська ніч» М. Лисенка)
- Жора («Таке єврейське щастя» І. Поклада)
- Цибуля («Сорочинський ярмарок» О. Рябова)
- Альфред Дуліттл («Моя чарівна леді» Ф. Лоу)
- Конюх («Герцогиня із Чикаго», постановка І. Молостової)

### Фільмографія
- 1993 — «Злочин з багатьма невідомими» — журналіст
- 2004 — «Сорочинський ярмарок» — кум Цибуля
- 2005 — «Пригоди Вєрки Сердючки» — кум
- 2006 — «Психопатка» — капітан РВВС